# Eublemma argillacea
Eublemma argillacea är en fjärilsart som beskrevs av August Michael Tauscher 1809. Eublemma argillacea ingår i släktet Eublemma och familjen nattflyn. Inga underarter finns listade i Catalogue of Life.